# Mardore
Mardore (Aussprache [maʁˈdɔʁ]) ist ein Ort und ehemalige Gemeinde mit 472 Einwohnern (Stand: 1. Januar 2022) im französischen Département Rhône in der Region Auvergne-Rhône-Alpes. Sie gehörte zum Arrondissement Villefranche-sur-Saône. Die Bewohner werden Mardoulons und Mardoulonnes genannt.
Der Erlass des Präfekten vom 29. Oktober 2012 legte mit Wirkung zum 1. Januar 2013 die Eingliederung von Mardore als Commune déléguée zusammen mit den früheren Gemeinden Thizy, Bourg-de-Thizy, La Chapelle-de-Mardore und Marnand zur Commune nouvelle Thizy-les-Bourgs fest.

## Geografie

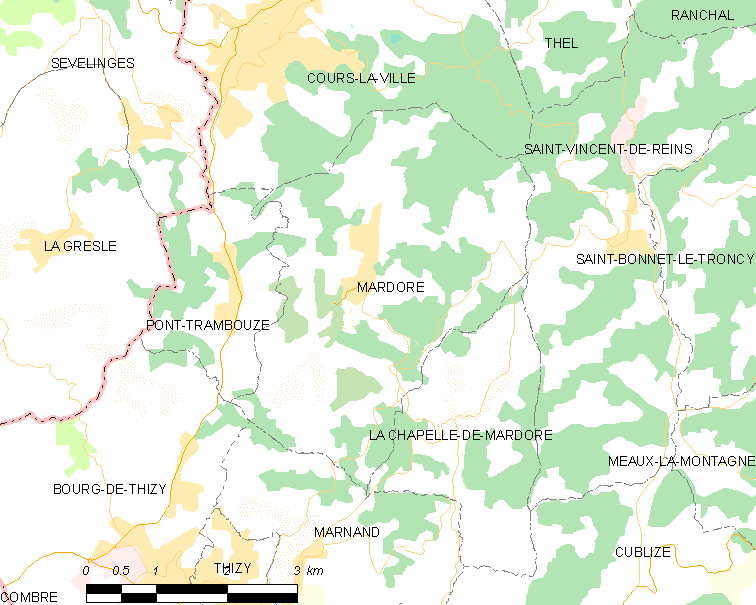
Karte von Mardore

Mardore liegt etwa 51 Kilometer nordwestlich von Lyon und etwa 30 Kilometer westnordwestlich von Villefranche-sur-Saône in der Région naturelle des Beaujolais.
Das Ortsgebiet liegt im Einzugsgebiet der Loire und wird vom Flüsschen Mardoret und seinen Nebenflüssen entwässert. Das Relief ist ausgesprochen hügelig mit Höhen häufig über 700 m. Die höchste Erhebung mit 804 m wird im Nordosten gemessen. Das Ortszentrum selbst liegt auf einer Höhe von etwa 555 m.
Umgeben wird Mardore von zwei Nachbargemeinden und von drei Communes déléguées von Thizy-les-Bourgs:
| Cours                             |                                             |                                           |
|                                   | Kompassrose, die auf Nachbargemeinden zeigt | Saint-Vincent-de-Reins                    |
| Bourg-de-Thizy (Thizy-les-Bourgs) | Marnand (Thizy-les-Bourgs)                  | La Chapelle-de-Mardore (Thizy-les-Bourgs) |

## Etymologie und Geschichte
Die frühere Form des Ortsnamens, Mardubrius, erwähnt im Kopialbuch von savigny, scheint vom gallischen Wort Marodubrum (deutsch großes Wasser) abgeleitet zu sein.
Madore war in früheren Zeiten eine Pfarrgemeinde des Bistums Mâcon, des Erzpriestertums Beaujeu und des Gebiets der Élection von Villefranche. Das Domkapitel von Saint-Vincent in Mâcon bestimmte die Besetzung des Pfarrers und zog drei Viertel des Zehnts ein, ein Viertel erhielt der Lehnsherr. Die Gerichtsbarkeit des Lehens Courcenay lsg für mehrere Jahrhunderte in den Händen des Hauses Foudras. Die Pfarrgemeinde erstreckte sich über fünf weitere Lehen: La Colonge, Chalatofray, Martorey, Montanette und Le Moutet. Jean-Louis de Foudras verkaufte das Lehen Courcenay 1778 an Antoine-Hilaire de Guillermain, der es bis 1789 behielt.
Im Mittelalter besaß Madore ein Priorat von regulierten Kanonikern.

## Bevölkerungsentwicklung
| Mardore: Einwohnerzahlen von 1793 bis 2020                                                                                 | Mardore: Einwohnerzahlen von 1793 bis 2020 | Mardore: Einwohnerzahlen von 1793 bis 2020 | Mardore: Einwohnerzahlen von 1793 bis 2020 | Mardore: Einwohnerzahlen von 1793 bis 2020 |
| --- | ------------------------------------------ | ------------------------------------------ | ------------------------------------------ | ------------------------------------------ |
| Jahr |                                            |                                            |                                            | Einwohner                                  |
| 1793 | 1793                                       |                                            | 1.740                                      | 1.740                                      |
| 1800 | 1800                                       |                                            | 1.481                                      | 1.481                                      |
| 1806 | 1806                                       |                                            | 1.707                                      | 1.707                                      |
| 1821 | 1821                                       |                                            | 1.873                                      | 1.873                                      |
| 1831 | 1831                                       |                                            | 2.119                                      | 2.119                                      |
| 1836 | 1836                                       |                                            | 2.239                                      | 2.239                                      |
| 1841 | 1841                                       |                                            | 2.415                                      | 2.415                                      |
| 1846 | 1846                                       |                                            | 2.676                                      | 2.676                                      |
| 1851 | 1851                                       |                                            | 2.600                                      | 2.600                                      |
| 1856 | 1856                                       |                                            | 2.504                                      | 2.504                                      |
| 1861 | 1861                                       |                                            | 2.617                                      | 2.617                                      |
| 1866 | 1866                                       |                                            | 2.618                                      | 2.618                                      |
| 1872 | 1872                                       |                                            | 2.587                                      | 2.587                                      |
| 1876 | 1876                                       |                                            | 2.564                                      | 2.564                                      |
| 1881 | 1881                                       |                                            | 2.571                                      | 2.571                                      |
| 1886 | 1886                                       |                                            | 1.698                                      | 1.698                                      |
| 1891 | 1891                                       |                                            | 1.605                                      | 1.605                                      |
| 1896 | 1896                                       |                                            | 1.445                                      | 1.445                                      |
| 1901 | 1901                                       |                                            | 1.291                                      | 1.291                                      |
| 1906 | 1906                                       |                                            | 1.165                                      | 1.165                                      |
| 1911 | 1911                                       |                                            | 1.112                                      | 1.112                                      |
| 1921 | 1921                                       |                                            | 863                                        | 863                                        |
| 1926 | 1926                                       |                                            | 781                                        | 781                                        |
| 1931 | 1931                                       |                                            | 727                                        | 727                                        |
| 1936 | 1936                                       |                                            | 733                                        | 733                                        |
| 1946 | 1946                                       |                                            | 630                                        | 630                                        |
| 1954 | 1954                                       |                                            | 646                                        | 646                                        |
| 1962 | 1962                                       |                                            | 640                                        | 640                                        |
| 1968 | 1968                                       |                                            | 601                                        | 601                                        |
| 1975 | 1975                                       |                                            | 431                                        | 431                                        |
| 1982 | 1982                                       |                                            | 405                                        | 405                                        |
| 1990 | 1990                                       |                                            | 447                                        | 447                                        |
| 1999 | 1999                                       |                                            | 470                                        | 470                                        |
| 2006 | 2006                                       |                                            | 505                                        | 505                                        |
| 2013 | 2013                                       |                                            | 515                                        | 515                                        |
| 2020 | 2020                                       |                                            | 479                                        | 479                                        |
| Quelle(n): EHESS/Cassini bis 1999, INSEE ab 2006 Anmerkung(en): Ab 1962 offizielle Zahlen ohne Einwohner mit Zweitwohnsitz |                                            |                                            |                                            |                                            |

## Sehenswürdigkeiten
- Überbleibsel einer Römerstraße, seit 1942 als Monument historique klassifiziert
- Kirche Saint-Laurent

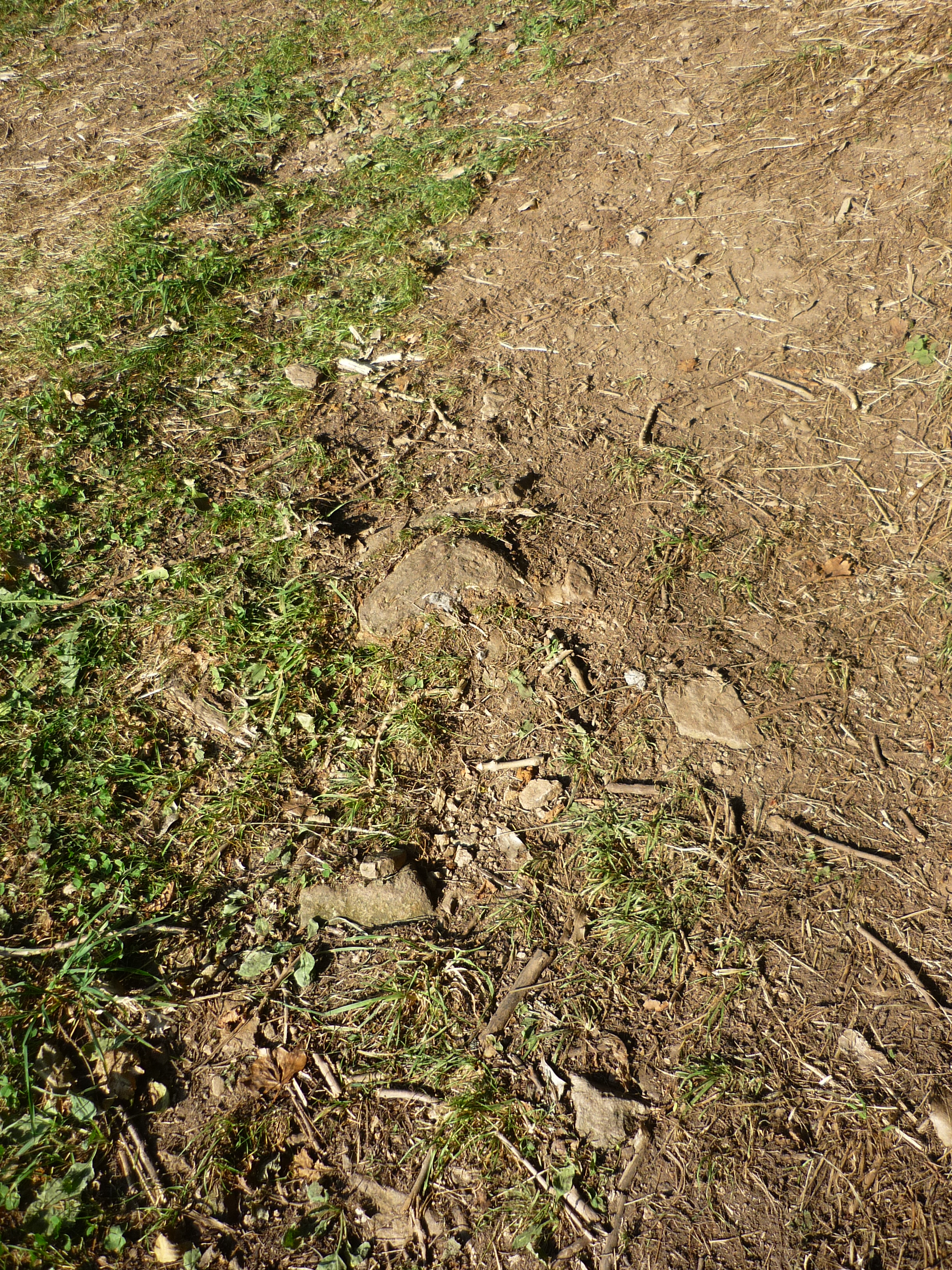
Überbleibsel einer Römerstraße
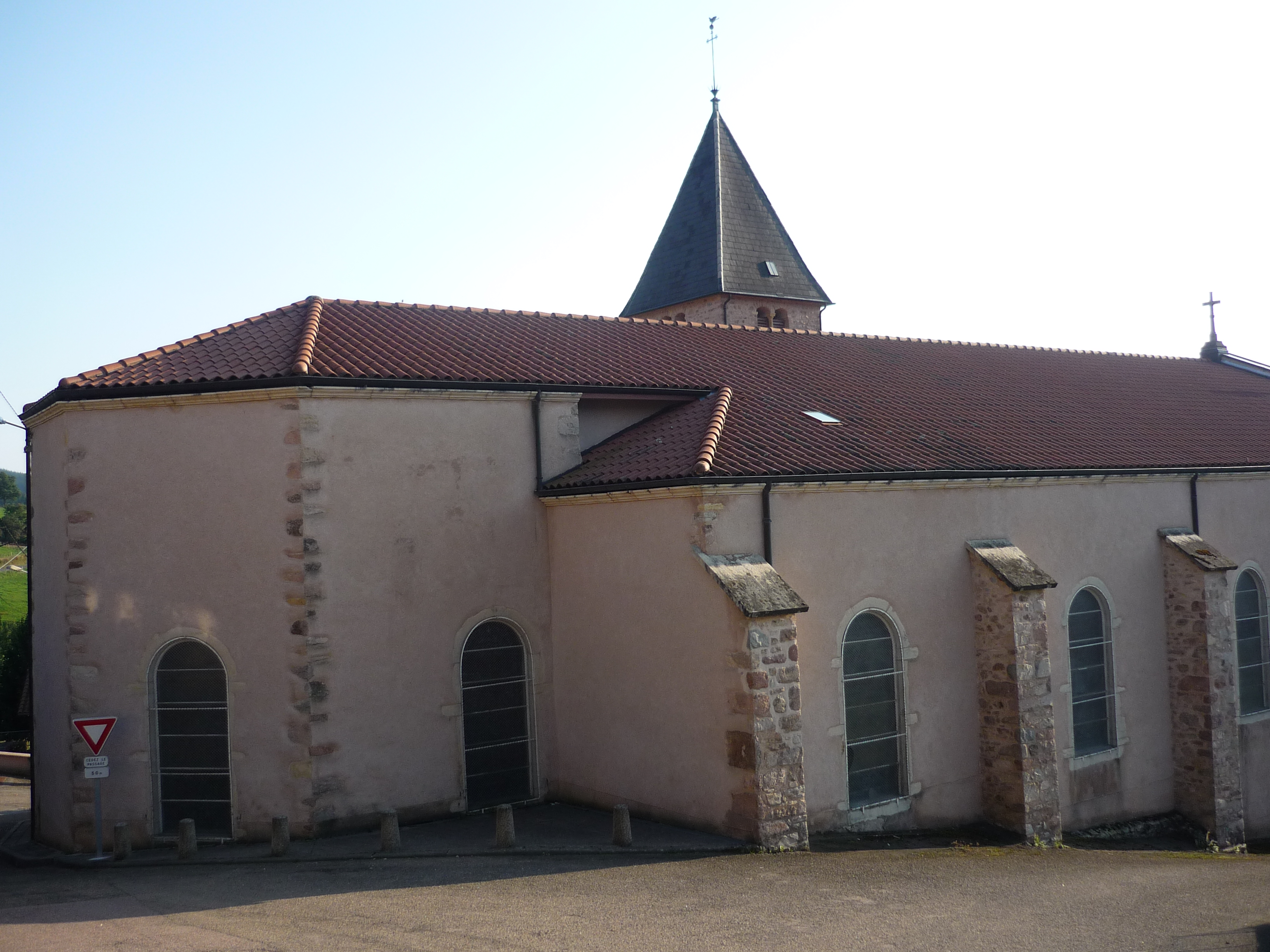
Kirche Saint-Laurent
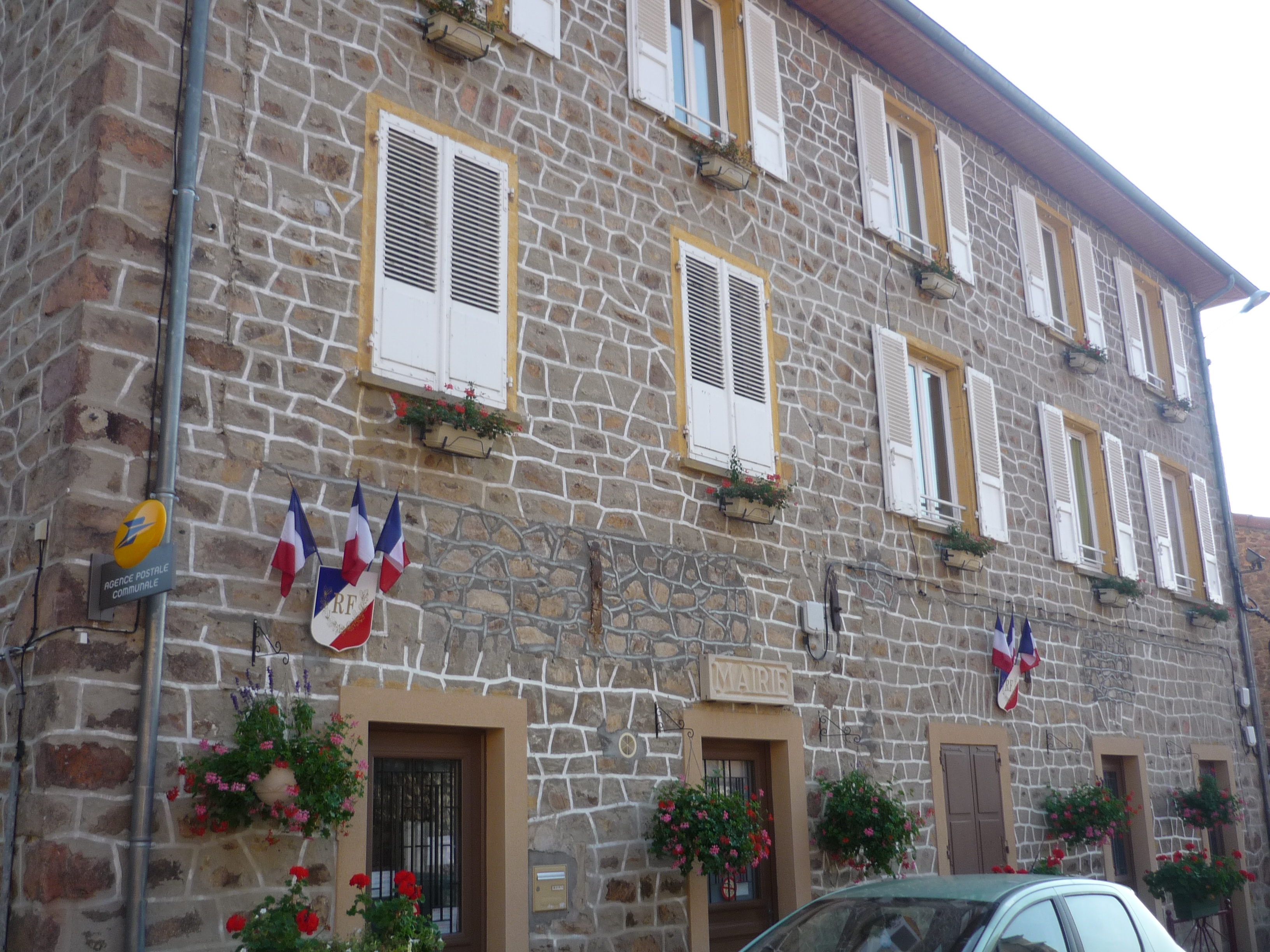
Ehemaliges Bürgermeisteramt (Mairie)